# Jägerkaserne (Schneeberg)
Die Jägerkaserne ist eine Kaserne in Schneeberg, Sachsen. Sie wurde ab 1946 erbaut und erhielt nach 1991 den Namen „Jägerkaserne“. Die Kaserne befindet sich in Wolfgangmaßen an der südwestlichen Stadtgrenze von Schneeberg, im Ortsteil Neustädtel, an der Alten Hohen Straße.

## Geschichte

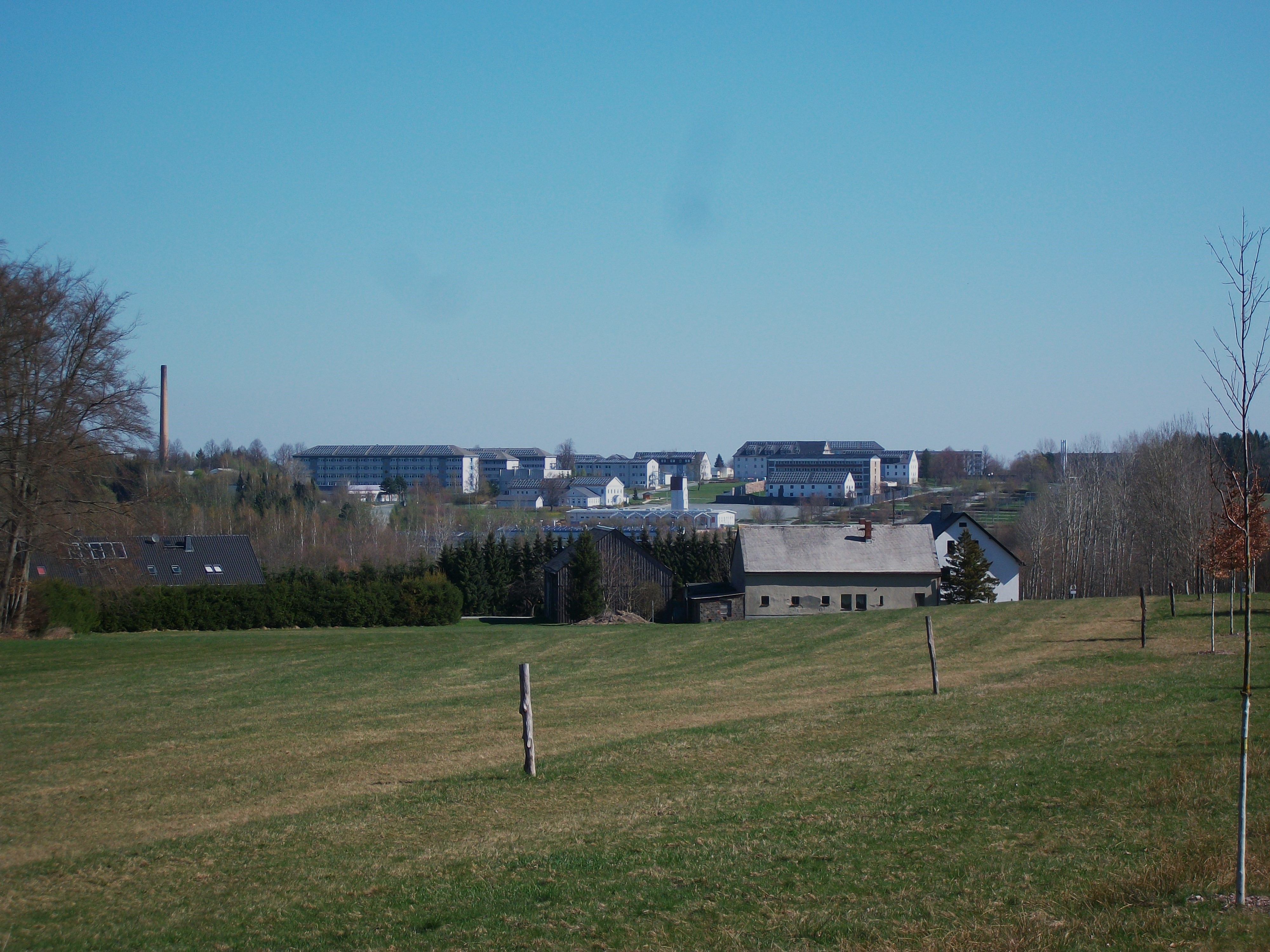
Wolfgangmaßen, Graupnergut und Gelände der Polizeifachschule (ehemalige Jägerkaserne)

In Schneeberg war bereits seit Anfang des 18. Jahrhunderts sächsische Infanterie stationiert. 1946 errichtete die SAG Wismut auf dem Gelände der späteren Jägerkaserne in Wolfgangmaßen eine Bergarbeitersiedlung mit Unterkunfts- und Verwaltungsgebäuden, in die später Einheiten der Kasernierten Volkspolizei einzogen.
Das in den 1950er Jahren erbaute neoklassizistische Kulturhaus der Wismut-Siedlung (später Kaserne), steht unter Denkmalschutz. Es handelt sich dabei um einen lang gezogenen Baukörper mit stattlichem fünfachsigem, zweigeschossigem Mittelrisalit, mit profiliertem Dreiecksgiebel, Kolossalpilastergliederung und Satteldach. Die eingeschossigen Seitenbauten wurden ebenfalls mit Pilastergliederung ausgeführt.
Ab 1963 nutzte ein Reserveausbildungsregiment der Nationalen Volksarmee die Kaserne, die am 1. Dezember 1971 den Namen Ausbildungszentrum 10 "Paul Fröhlich" erhielt und bis 1989 die Unteroffiziersschule IV, einen Mobilmachungsstützpunkt für eine Motorisierte Schützendivision sowie eine Raketenabteilung beherbergte.
Nach der Übernahme durch die Bundeswehr begann am 1. April 1991 die Aufstellung des Jägerregiments 57, mit dem Jägerbataillon 571 und dem Jägerbataillon 572. Am 30. September 1996 wurden beide Einheiten aufgelöst bzw. ab dem 1. Oktober 1996 in das Gebirgsjägerbataillon 571 umgegliedert. Zum selben Zeitpunkt wurde am Standort die Versorgungskompanie 370 neu aufgestellt.
Am 17. Januar 1997 verlegten zeitweise etwa 100 Soldaten der 10. US-Gebirgsdivision zu Ausbildungszwecken in die Kaserne.
Am 22. Februar 2007 fand, mit dem Skispringer Jens Weißflog als Gastredner, das letzte Gelöbnis der in der Kaserne stationierten Gebirgsjäger auf dem Schneeberger Marktplatz statt.
Am 14. September 2007 wurde das Gebirgsjägerbataillon 571 und die Versorgungskompanie 370 außer Dienst gestellt und am 31. März 2008 wurde die Jägerkaserne trotz Protesten endgültig geschlossen.
Zwischenzeitlich wurden die Sportanlagen der Kaserne von Sportvereinen aus der Region als Trainings- und Wettkampfstätte genutzt. Seit dem Verkauf 2009 bestehen die Nutzungsmöglichkeiten nicht mehr.
Ab 2009 wurden Teile der Kasernenunterkünfte als Asylbewerberheim für mazedonische Roma genutzt. Im Herbst 2013 wurden mehrere Hundert Asylbewerber in der Jägerkaserne untergebracht. Zunächst lebten rund 500 Menschen, Anfang November 2013 noch 230 in der Unterkunft.
Ab 2015 bis 2018 wurden Teile der Kaserne für 28 Millionen Euro umgebaut, um dort die Polizeifachschule Schneeberg unterzubringen. Ein weiterer Teil des Kasernengeländes dient seit 2015 als Erstaufnahmeeinrichtung des Freistaates Sachsen für Asylbewerber.

## Besitzverhältnisse seit 2009 und Vorwurf der Verschwendung von Steuergeldern
Die seit 1990 vom Bund für rund 65 Millionen Euro sanierten Kasernenanlagen, bestehend aus ca. 40 ha Land und 40 Gebäuden, sollen 2008 dem Freistaat Sachsen für einen symbolischen Euro angeboten worden sein. 2009 wurden die Kasernenanlagen jedoch für 2 Millionen Euro an den bayerischen Unternehmer Gustav Struck veräußert. Der Freistaat Sachsen mietete die Kasernenanlagen von 2012 bis 2016 für etwa 2,7 Millionen Euro von verschiedenen Unternehmen, deren Eigentümer Gustav Struck war und kaufte sie schließlich 2016 für 14 Millionen Euro. Verschiedene Printmedien, der TV-Sender RTL, aber auch verschiedene Politiker werfen den Beteiligten die Verschwendung von Steuergeldern vor. Kleine Anfragen der Linken sowie der AfD waren mit Verweis auf geheimhaltungsbedürftige Umstände nur in Teilen erfolgreich. Auskünfte wurden zudem nur an ausgewählte Abgeordnete und erst während einer geheimen Sitzung des Haushalts- und Finanzausschusses des Landtages und nach vorherigem Geheimhaltungsbeschluss erteilt.